# Stegelleta lineata
Stegelleta lineata är en rundmaskart. Stegelleta lineata ingår i släktet Stegelleta och familjen Cephalobidae. Inga underarter finns listade i Catalogue of Life.